# Triosteum angustifolium
Triosteum angustifolium är en kaprifolväxtart som beskrevs av Carl von Linné. Triosteum angustifolium ingår i släktet feberrötter, och familjen kaprifolväxter. Inga underarter finns listade i Catalogue of Life.